# ماساکی تاناکا
ماساکی تاناکا (انگلیسی: Masaki Tanaka؛ زادهٔ ۲۷ مارس ۱۹۹۱) بازیکن فوتبال اهل ژاپن است.